# John Fennell
John Fennell (Calgary, 28 maggio 1995) è uno slittinista canadese con cittadinanza statunitense.

## Biografia
Apertamente omosessuale, è nato e cresciuto a Calgary, la più popolosa città dell'Alberta ed è iscritto alla facoltà di economia all'Università della sua città. Suo padre Dave Fennell è stato giocatore di football americano nella Canadian Football League.
Nel 2012 ha partecipato alla prima edizione dei Giochi olimpici giovanili invernali di Innsbruck 2012, piazzandosi al settimo posto nel concorso del Singolo maschile.
L'anno successivo si è qualificato ai campionati mondiali di slittino di Whistler 2013 dove ha ottenuto il ventiquattresimo tempo.
Alla giovane età di diciotto anni, ha rappresentato il Canada ai Giochi olimpici invernali di Sochi 2014, gareggiando nel Slittino ai XXII Giochi olimpici invernali - Singolo maschile, dove ha concluso al ventisettesimo posto, alle spalle del connazionale Mitchel Malyk.
Qualche mese dopo le olimpiadi, il giorno del suo diciannovesimo compleanno, ha fatto coming out nel corso di un'intervista al Calgary Herald, descrivendo come abbia sofferto per essere stato indotto a nascondere il proprio orientamento sessuale nell'ambiente sportivo.
Dal 2017 ha doppia cittadinanza, canadese e statunitense, assunta per avere una possibilità di qualificarsi ai giochi di Pyeongchang 2018 e per la nazionale statunitense ha partecipato ai Campionati pacifico-americani del 2018.